# Disznajó
Disznajó (románul: Vălenii de Mureș) falu Romániában, Maros megyében. Marosvécs községhez tartozik.
Az évszázadok folyamán elég gyakran fordul elő oklevelekben a falu neve, s bár nem mindig a mai helyesírásnak megfelelően írták le, mindig Disznajó volt. A néphagyomány szerint a falu őslakói összegyűltek a Pápista dombon, hogy nevet adjanak a településnek. Ahogy lenéztek a Maros lapályára, olyan szép látvány tárult eléjük, hogy valaki felkiáltott: Olyan szép ez a hely, legyen a neve Dísz! A többiek azt mondták: Na jó. Így lett Disznajó. Sokak szerint szláv eredetű a falu neve. Bolgárok élhettek itt, akik azt mondták: Ná desznájá beregá = a jobb parton, vagyis a Maros jobb partján. A desznájából lett a Disznajó. A régi följegyzésekben leggyakrabban a Dyznojo alak szerepel, ami bizonyítja, hogy a disznó és a jó = folyó összetételéből keletkezett. A falu határában hatalmas tölgyerdők voltak, és vannak ma is, melyekben rengeteg vaddisznó tanyázott. Az erdőt átszelő patakban ittak és fürödtek. Ezért a patakot Disznajó patakának nevezték, mely épp a falu központjában ömlik a Marosba. A patak neve lett a falu neve is. A patak mai neve Répa.
Írásos emlékek Az első hiteles történelmi dokumentum, mely a falu nevét írásban megörökítette, 1319-ből való (Poss(essio) Gyznoyo), amikor III. Losonczi Dénes fiai osztoznak az apjuktól örökölt birtokokon. További írott formák: 1332, sacerdos de Gyznoyo (disznajói pap). 1436, Dyznoyo. 1467, Dyznoyó. 1475, Dyznoyo. 1492, (Poss(essio) Dyznoyo. 1495, curia Dyzno Jo. 1508, Dyznayo castellanus sen officialis ( várnagy). A fenti adatok Csánki Dezső: Magyarország történelmi földrajza a Hunyadiak korában, 1913, 699-700 old. találhatók.

## Fekvése
Felső-Marosmentén található a Maros jobb partján, közel 550 házszámmal, Szászrégentől 13 km-re
északra.

## Református templom

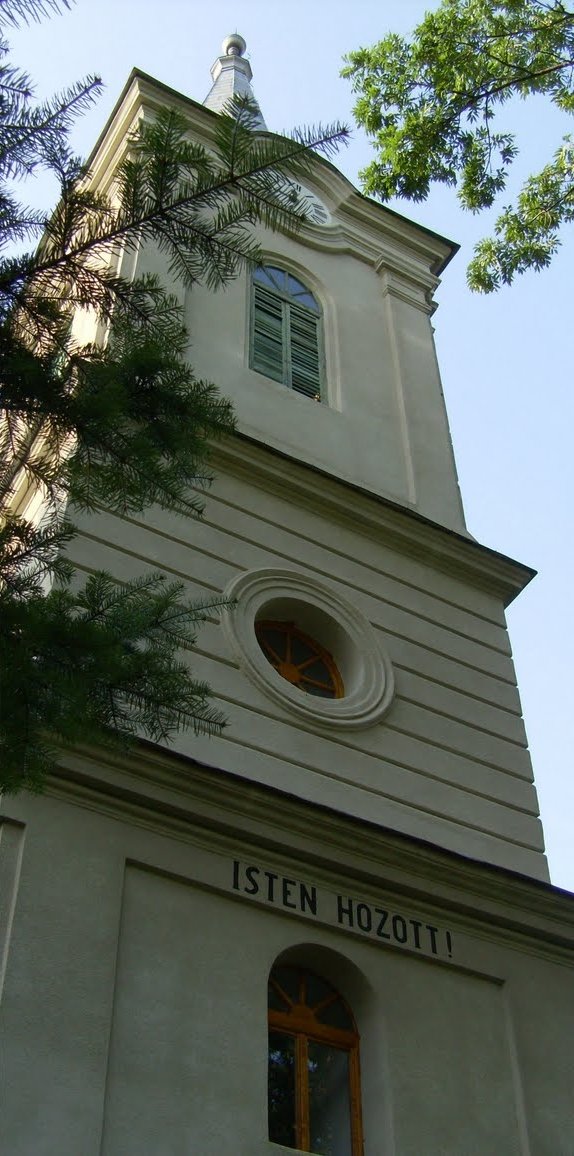
Disznajói Református templom

A Felső-Maros menti település templomáról készült első említést az 1332. évi pápai tizedjegyzék adja. Középkori temploma stílusjegyei alapján a 14. században készülhetett. A templom szentélyből, téglalap alakú hajóból, csúcsíves diadalívből és egy sekrestyéből állt.
1888-ban a templomot bővítették és átépítették. A felújítás következtében az eredetileg kelet-nyugat irányú tengelye észak-déli irányt vett. Ekkor készült a déli oldalhoz kapcsolódó tornya is. A torony alapozásánál került elő az az 1586-ból származó sírkő, amely Trauzner Sámuel református lelkész leányának állít emléket: „Hic iacet filia pastoris ev ref samuelis trauzner anno dni MDLXXXVI„.
A templom falfestményei az 1950-es években kerültek elő, melyek nagyobbrészt a hajdani diadalív hajó felőli oldalán találhatók. A kutatások szerint a falképek a 14. század folyamán készülhettek freskó technikával.

## A helyi iskola története

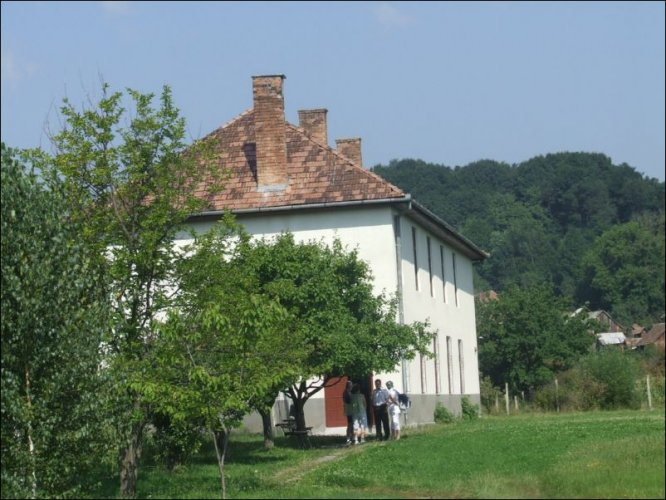
Iskola

1790-ben épült az első szalmatetős iskola, Zalányi István iskolamester vezetésével. 1897-ben felépült a református egyház segítségével a máig álló épület. 1974-ben emeletes iskola épült. 1948-ig a református egyház tartotta fenn az iskolát utána a román állam vette tulajdonába, ahol máig is található. 1906-1920 között Ferencz Károly református kántortanító vezette az iskolát, aki Fekete Tanító néven vált nevessé. 1940-1956 között tanított Zsigmond Dezső lelkész testvére Zsigmund Ferenc. 1955-61 között Szász Irma tanítónő népdalok tanításával tűnt ki pedagógustársai közül.

## Turul Madár

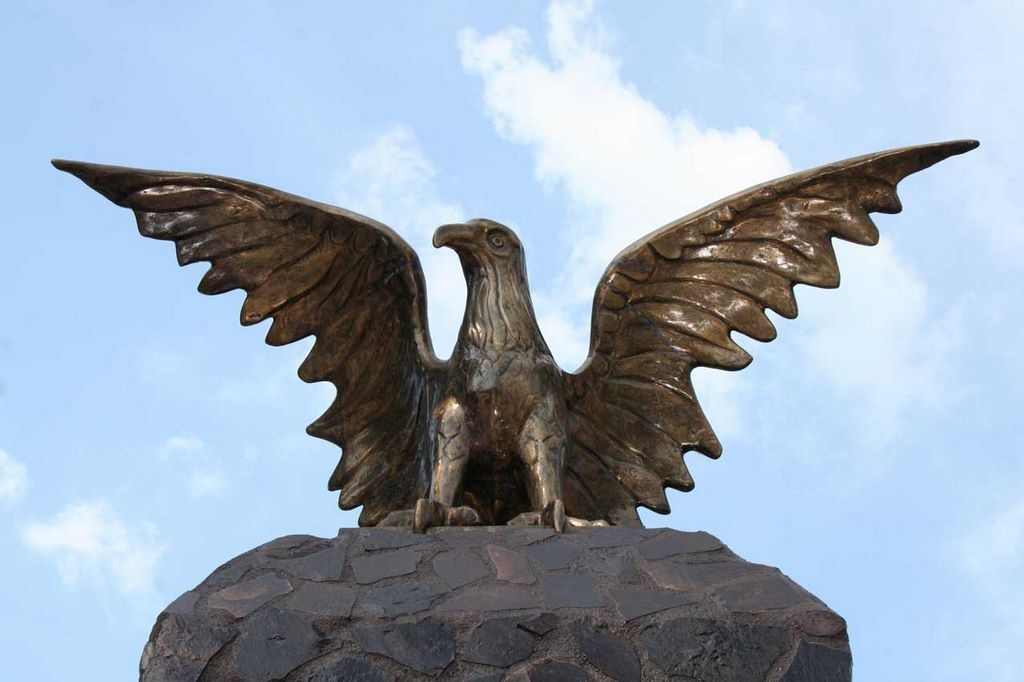
A disznajói Turul madár

A falu lakói az első világháború áldozatainak emlékére turulmadaras emlékművet állítottak. A Turult az ötvenes években a Marosba dobták a hatalom kiszolgálói. 2009 augusztus 15-én az emlékművet újra felállították.A Turul madár, Baróthi Ádám Szászrégeni szobrászművész alkotása.

## Képgaléria
- Képgaléria Disznajóról a www.erdely-szep.hu honlapon

## Népesség
2002-ben 1304 lakosa volt, ebből 1143 magyar, 152 román és 7 cigány.

## Vallások
A település lakói közül 158-an ortodox, 34-en római katolikus, 1062-en református, 40-en adventista hitűek, illetve 1 fő görögkatolikus, valamint 1 fő unitárius

## Testvértelepülése
Testvértelepülése a Bács-Kiskun vármegyében található  Kunfehértó.